# Пясъчна чучулига
Пясъчната чучулига (Alaudala raytal) е вид птица от семейство Чучулигови (Alaudidae).

## Разпространение
Видът е разпространен в Бангладеш, Бутан, Индия, Иран, Мианмар, Непал и Пакистан.